# Саутвеллский собор
Саутвеллский собор (англ. Southwell Minster /ˈsʌðəl, ˈsaʊθwəl, -wɛl/) — средневековая церковь в Саутвелле, графство Ноттингемшир, Англия. Расположен в 10 км от Ньюарка-он-Трента и в 21 км от Мансфилда. Кафедральный собор епархии Саутвелла и Ноттингема с 1884 года.

## История

### Средневековье
Самая первая церковь была основана в 627 году Паулином, первым архиепископом Йоркским, когда тот крестил здесь верующих в реке Трент. Эта легенда увековечена на витражном окне баптистерия собора.
В 956 году король Эдвиг передал землю в Саутвелле архиепископу Йоркскому Оскителю, по распоряжению которого и был основан минстер. В «Книге Страшного суда» (1086 год) подробно описывался Саутвеллский манор. В 1108 году с восточного конца здания, так чтобы алтарь можно было использовать как можно скорее, началась реконструкция церкви в нормандском стиле, в ходе которой старое англосаксонское здание было постепенно разобрано на стройматериалы. Мощёный пол и тимпан конца XI века в северном трансепте — единственное, что сохранилось от англосаксонской церкви. Работы в нефе началась не ранее 1120 года, и церковь была полностью завершена около 1150-го.
Первоначально церковь была соединена с дворцом архиепископа Йоркского, который стоял по соседству (ныне не существует). Церковь служила местом служения архиепископа и домом коллегии учёных теологов. Из местной школы набирается хор. К 1291 году, согласно налоговой переписи, в церкви уже 16 пребендариев.
Нормандские хоры заканчивались прямой стеной, а не полукруглой апсидой. С планом этой постройки можно ознакомиться у Клепема (1936). Эти хоры из-за малости своей уступили место новым в раннеанглийском готическом стиле, построенным в 1234-51 годах. Восьмиугольная капитулярная зала начата в 1288 году, её своды в декоративном готическом стиле покрыты реалистичным лиственным орнаментом (в том числе несколько зелёных человеков). В 1320-40 годах построена преграда тонкой резьбы.

### Новое время
В августе 1540, когда роспуск монастырей уже подходил к концу, Саутвеллский минстер, хотя и не был обителью, был также распущен особым указом, потому что Генрих VIII планировал сделать его собором новой епархии, объединившей бы графства Ноттингем и Дерби, вместо Уэльбекского аббатства, распущенного в 1538 году и ушедшего из собственности короны. Однако эти планы не были исполнены, и в 1543 году минстер был вновь открыт как коллегальная церковь в соответствии с Актом парламента. Уже в 1548 году коллегия вновь была распущена указом Эдуарда VI 1547 года (распустившего почти все коллегии), последним пребендариям назначены пенсии, имущество церкви распродано, а здание передано местным прихожанам. Затем коллегия была восстановлена снова, с 1579 года до окончательного роспуска в 1841-м она действовала по статутам Елизаветы I. Роспуск коллегии означал, что с этого времени не назначались новые каноники, и к 1873 году они вымерли естественным образом.
Во время гражданской войны в 1646 году король Карл I был захвачен в Саутвелле. В боях церковь была сильно повреждена, в нефе, как часто бывало, пуританами устроены конюшни. Дворец архиепископа был почти полностью разрушен сначала шотландскими войсками, а затем местными жителями; уцелели лишь руины главного зала.
5 ноября 1711 года в юго-западный шпиль ударила молния, начался пожар, распространившийся на неф, средокрестие и башню; сгорели крыша, колокольня, часы и орган. Реконструкция была завершена к 1720 году, в результате неё неф и трансепты были перекрыты плоским кессонным потолком.
В 1805 году архидиакон Кайе передал Саутвеллскому минстеру найденный в ходе чистки пруда аналой из Ньюстедского аббатства, который монахи утопили, чтобы сберечь от конфискации при роспуске монастыря. В 1818 году Генри Гэлли Найт передал в дар церкви четыре витражные панели XVI века фламандского производства, купленные в парижском ломбарде. Эти панели вставлены в нижнюю часть Большого восточного окна.
Из-за угрозы обрушения в 1805 году разобраны шпили; они были восстановлены в 1879—1881 годах, когда собор реконструировали под руководством церковного архитектора Юэна Кристиана. Крыша нефа была заменена скатной, а хоры изнутри заново отделаны и меблированы.
В 1884 году, через 334 года после первых планов на этот счёт, Саутвеллская церковь стала собором диоцеза, включающего Ноттингемшир и часть Дербишира с городом Дерби. В 1927 году из него выделена епархия Дерби. Первый епископ Саутвеллский разработал и оплатил епархиальный герб.

## Архитектура
Неф, трансепты и башни выстроены в суровом романском стиле и являются старейшими частями церкви.
Неф состоит из семи секций плюс отдельная западная. Аркада нижнего яруса покоится на невысоких толстых круглых колоннах с небольшими капителями, украшенными зубцами. В глухом трифории одна арка на секцию. Окна небольшие с полуциркульным завершением, между внутренним и внешним оконными проёмами проходит узкий сводчатый коридор. Боковые нефы покрыты каменными сводами, главный неф — деревянным перекрытием по полуциркульным фермам, с затяжками в каждой секции. Это перекрытие построено в XIX веке.
На средокрестии арки поднимаются на всю высоту стен нефа. На капителях восточных устоев средокрестия изображены сцены из жизни Христа. Изнутри видно два яруса центральной башни, украшенные каждый своим орнаментом. Трансепты такие же трёхъярусные, с полуциркульными арками, но без боковых нефов.
Башни западного фасада завершены пирамидальными шпилями, обычными в XII веке, но мало где в Англии сохранившимися. Впрочем, нынешние шпили воссозданы в 1880-х годах по старинным иллюстрациям, потому что оригинальные утрачены в пожаре 1711 года. Большое западное окно датируется XV веком. Снаружи на центральной башне тоже два яруса, нижний образован пересекающимися арками, верхний — обычной аркадой. Среди уцелевших романских башен она не станет последней по ценности. Северный портик с туннелеобразным сводом также украшен пересекающимися арками.
Хоры в раннеанглийском готическом стиле завершены в 1241 году. Небольшие трансепты разделяют их на восточную и западную половину. Хоры двухъярусные без трифория, стрельчатая нижняя аркада опирается на устои в виде пучков колонок, в верхнем ярусе на каждую секцию приходится по два ланцетных окна. Нервюры готического свода вырастают из колонок, опирающихся на консоли в стене. Восточная оконечность собора представляет прямую апсиду с двумя ярусами по 4 ланцетных окна.
В XIV веке построены капитулярная зала и преграда. Зала, начатая в 1288 году в раннем украшенном готическом стиле в плане восьмиугольная и центральной опоры не имеет. В неё ведёт переход из хоров, вестибюль и двухарочный портал. Места для каноников под треугольными балдахинами отделены друг от друга колонками. Окна залы трёхчастные, выше в них по два круглых переплёта с трилистниками, ещё выше — один четырёхлистник в круге. Сухое описание не даёт отмеченного столь многими писателями истинного впечатления от элегантных пропорций и украшенных обильной натуралистической лиственной резьбой капителей и тимпанов в зале, вестибюле и коридоре. На капителях она особенно глубока и реалистична, можно найти листья плюща, клёна, дуба, хмеля, боярышника. В 1935 году вышло подробное исследование резьбы ботаником Альбертом Сьюардом, а в 1945-м — классическая работа Певзнера «Листья Саутвелла» (англ. The Leaves of Southwell) с фотографиями Фредерика Аттенборо.
Выдающийся образец украшенной готики — преграда (1320—1340). Особенно богато декорирован её восточный фасад с нишами в нижнем ярусе и сквозными арками в верхнем.
Лучшим памятником в здании считается надгробие архиепископа Йоркского Эдвина Сэндиса (†1588).

## Орган
Первое упоминание органиста датируется 1529 годом. В 1663 году мистер Дарби установил новый орган стоимостью £135. В 1702 году орган стоимостью £160 сделал Смит. Он был, вероятно, расположен на преграде и был одномануальным. В 1762 году орган в церкви построил Шнецлер, в 1821 году Бекингем добавил педаль, а в 1892 году новый орган построен фирмой Bishop & Son. В 1992 году Вуд объединил части прежнего органа с частями инструмента Биннса 1905 года из Йоркшира, в результате чего получился 46-регистровый (от 32-футовых) инструмент с тремя мануалами и педалью.

## Фотогалереи
- Планы
- Церкви (1839)
- Вестибюля и коридора
- Капитулярной залы

- Экстерьер
- Западный фасад
- Вид с северо-запада
- Вид с северо-востока
- Портал южного трансепта
- Башня, северный трансепт, северный портик и капитулярная зала

- Интерьер
- Романский неф
- Неф, справа купель
- Неф
- Преграда и хоры, вид к западу
- Алтарь и восточное окно
- Мизерикордия

- Капитулярная зала
- Левая сторона портала
- Правая сторона портала
- Сиденья и балдахины
- Хмель
- Зелёный человек в тимпане арки

- Витражи
- Мемориал Великой войне, Николас Минхеер[англ.]

- Старые чертежи и иллюстрации
- Со шпилями до пожара 1711 года
- Без шпилей, убранных в 1805 году
- Центральная башня и трансепты
- Секции хоров
- Портал капитулярной залы (1801)